# Ciclone Nargis
Il ciclone Nargis fu una tempesta ciclonica estremamente violenta e di categoria 4 sulla scala Saffir-Simpson. Colpì la Birmania ad inizio maggio 2008, generando un'intensa onda di tempesta che investì l'area densamente popolata del delta dell'Irrawaddy e causando circa 138000 vittime. Nargis è uno dei cicloni che ha causato il maggior numero di morti nel bacino dell'oceano Indiano settentrionale ed uno dei peggiori disastri naturali nella storia birmana.
Si originò come tempesta tropicale il 27 aprile 2008 nell'area centrale del golfo del Bengala, evolvendosi in direzione nordovest ed intensificandosi rapidamente. Il 2 maggio raggiunse il picco d'intensità con venti sostenuti sui 3 minuti fino a 165 km/h, venendo classificato con la categoria 4, ovvero tempesta ciclonica estremamente violenta secondo la scala definita dall'India Meteorological Department (IMD). Nello stesso giorno approdò in Birmania nella regione di Ayeyarwady, per poi attraversare Yangon.
L'incapacità del governo birmano a reagire prontamente con le operazioni di soccorso e l'iniziale riluttanza ad accettare aiuti dall'estero e a consentire l'ingresso di soccorritori stranieri contribuì all'elevato numero di morti, attirando anche critiche dalla comunità internazionale.

## Storia meteorologica

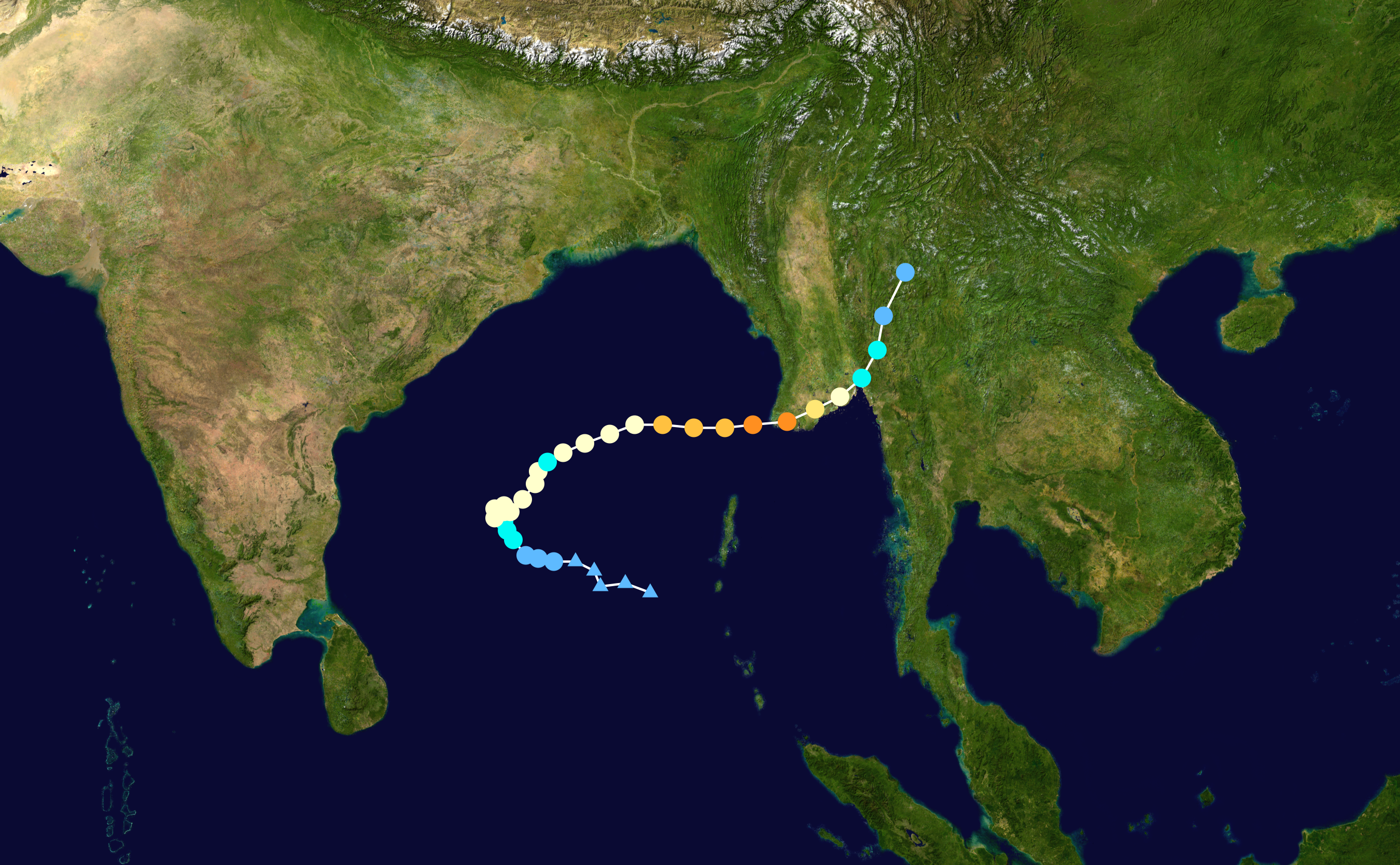
Percorso del ciclone. Il colore indica l'intensità secondo la scala Saffir-Simpson.

Nel corso dell'ultima settimana di aprile 2008, la zona di convergenza intertropicale era molto attiva e si sviluppò una perturbazione tropicale nel golfo del Bengala sudorientale.
Nei due giorni successivi, la perturbazione si sviluppò gradualmente grazie a condizioni favorevoli quali elevate temperature del mare e la presenza di un'area di basso wind shear verticale, venendo classificata come depressione dall'IMD il 27 aprile. Inizialmente, la depressione si spostò verso ovest e fu classificata come depressione profonda dall'IMD, prima che il Joint Typhoon Warning Center (JTWC) statunitense iniziasse a diramare avvisi e classificasse la tempesta come ciclone tropicale. Successivamente, il sistema iniziò a muoversi verso nord-ovest sotto l'influenza di un anticiclone e di un promontorio di alta pressione presente in alta quota.

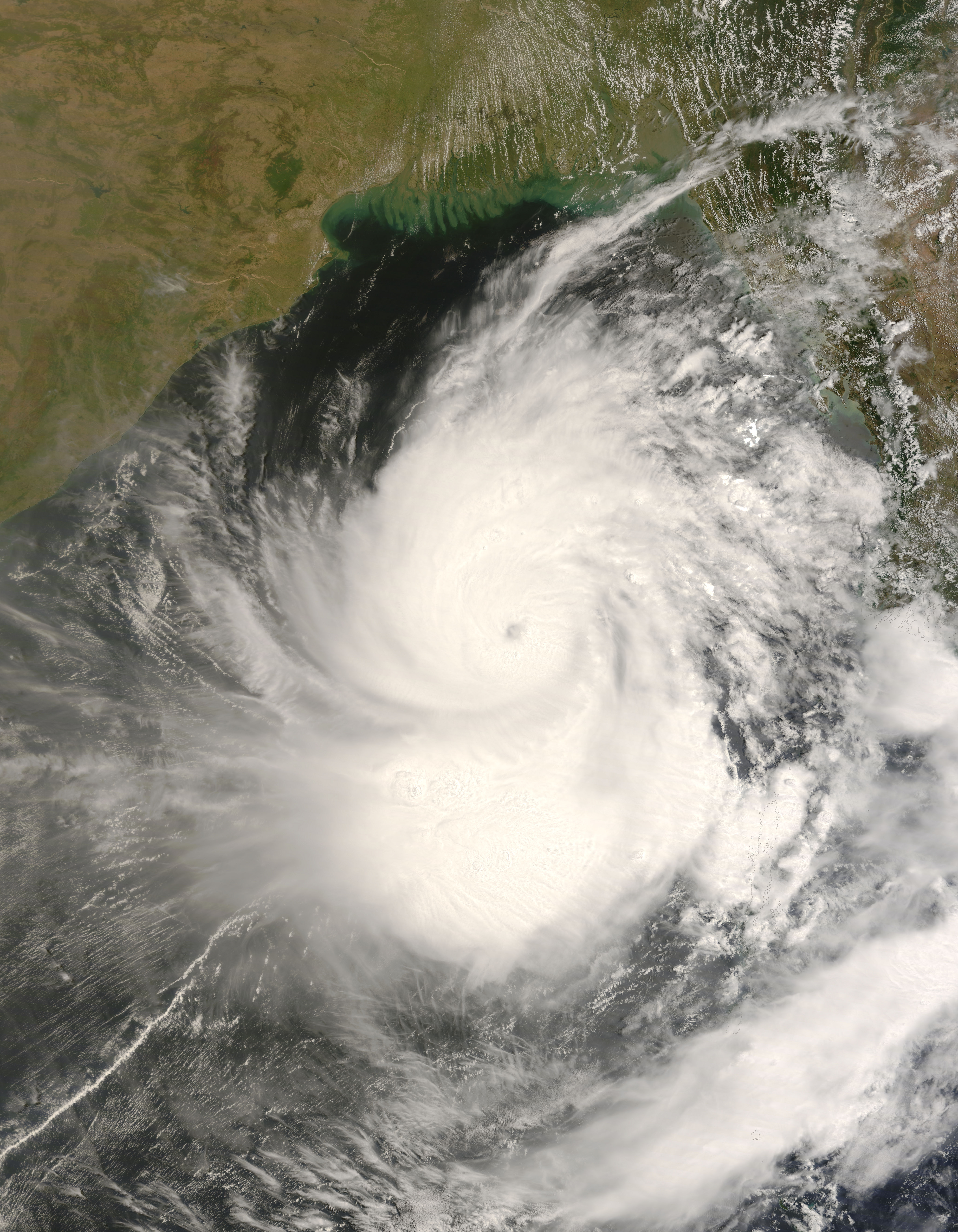
Immagine satellitare del ciclone mentre si avvicina alla Birmania.

Alle 00:00 UTC del 28 aprile, l'IMD identificò il sistema come tempesta ciclonica e assegnò il nome "Nargis". Nello stesso giorno il ciclone rimase in condizioni stazionarie, mentre si trovava tra le creste di alta pressione a nord-ovest e a sud-est, venendo classificato come forte dall'IMD e con la categoria 1 sulla scala Saffir-Simpson dal JTWC. La mattina del 29 aprile i venti di picco sui tre minuti raggiunsero i 120 km/h e la pressione barometrica scese a 980 mbar, portando l'IMD a classificare il ciclone come molto forte. Inizialmente, si prevedeva che il ciclone colpisse il Bangladesh o la costa indiana. Successivamente, il ciclone divenne disorganizzato e si indebolì a causa della subsidenza e dell'aria più secca; di conseguenza, la convezione profonda vicino al centro diminuì notevolmente. Allo stesso tempo, il 1º maggio, la tempesta iniziò a spostarsi in direzione nord-est verso la costa meridionale della Birmania. Nello stesso giorno iniziò una fase di rapida intensificazione del ciclone, che sviluppò un occhio ben definito e dal diametro di circa 19 km. Il rafforzamento continuò e la mattina del 2 maggio la pressione barometrica raggiunse il minimo di 962 mbar e venti di picco sostenuti sui tre minuti di 170 km/h, venendo classificato dall'IMD come ciclone estremamente forte, corrispondente alla categoria 4 sulla scala Saffir-Simpson.
Intorno alle 12:00 UTC del 2 maggio, il ciclone Nargis approdò sulle coste della Birmania nella regione di Ayeyarwady nella sua massima intensità. La tempesta si indebolì gradualmente mentre procedeva in direzione est lungo la costa meridionale della Birmania, e la sua vicinanza al mar delle Andamane ne impedì un rapido indebolimento. La sua rotta cambiò verso nord-est a causa della presenza di una depressione di media latitudine a nord-ovest, mentre passava poco a nord di Yangon con venti di 130 km/h. Il 3 maggio il ciclone Nargis si indebolì rapidamente mentre avanzava nell'entroterra birmano avvicinandosi al confine con la Thailandia, e dopo essere stato degradato a tempesta tropicale minima.

## Preparazione
Quando il ciclone si stava evolvendo nei primi giorni, si prevedeva che continuasse nel suo percorso verso la costa nordorientale dell'India e verso il Bangladesh e l'India Meteorological Department (IMD) emanò una serie di avvisi ed allerte. Il Bangladesh, che aveva sviluppato un sistema di allerta cicloni e di rifugi anticicloni a seguito di precedenti disastri, stava ancora soffrendo per problemi di approvvigionamento alimentare dopo il passaggio del ciclone Sidr nel novembre 2007 e di inondazioni avvenute ad inizio anno. Le autorità bangladesi invitarono i contadini a non affrettare il raccolto nella paura che il ciclone potesse distruggerlo, perché il ciclone era ancora lontano e la raccolta del riso avrebbe comunque richiesto un paio di settimane.
Dopo che il percorso di Nargis cambiò, procedendo verso la Birmania, il 30 aprile 2008 l'IMD avvertì sia le agenzie birmane che l'organizzazione meteorologica mondiale di quale potesse essere il punto di approdo del ciclone. L'IMD specificò anche di aver avvisato le agenzie birmane del potenziale pericolo già il 26 aprile quando il ciclone era ancora in fase di formazione iniziale.

## Impatto
Tra il 27 ed il 28 aprile 2008 il ciclone Nargis, che stazionava nel golfo del Bengala a circa 750 km a sudest rispetto a Chennai, causò delle piogge torrenziali che colpirono lo Sri Lanka. Vennero segnalate inondazioni e frane soprattutto nelle province occidentali, meridionali e nel Sabaragamuwa I distretti di Ratnapura e Kegalle furono i maggiormente colpiti, con più di 3000 famiglie sfollate. Migliaia di case vennero danneggiate o distrutte e circa 4500 persone rimasero senza casa. Nello Sri Lanka vennero segnalate tre persone ferite e due morte. La presenza del ciclone Nargis portò ad un'attenuazione dell'ondata di calore che stava investendo lo stato indiano dell'Orissa, grazie ai forti venti e alle piogge che raggiunsero la costa indiana. Il ciclone passò a nord delle isole Andamane e Nicobare, portando venti forti e piogge intense, ma senza causare danni di rilievo.

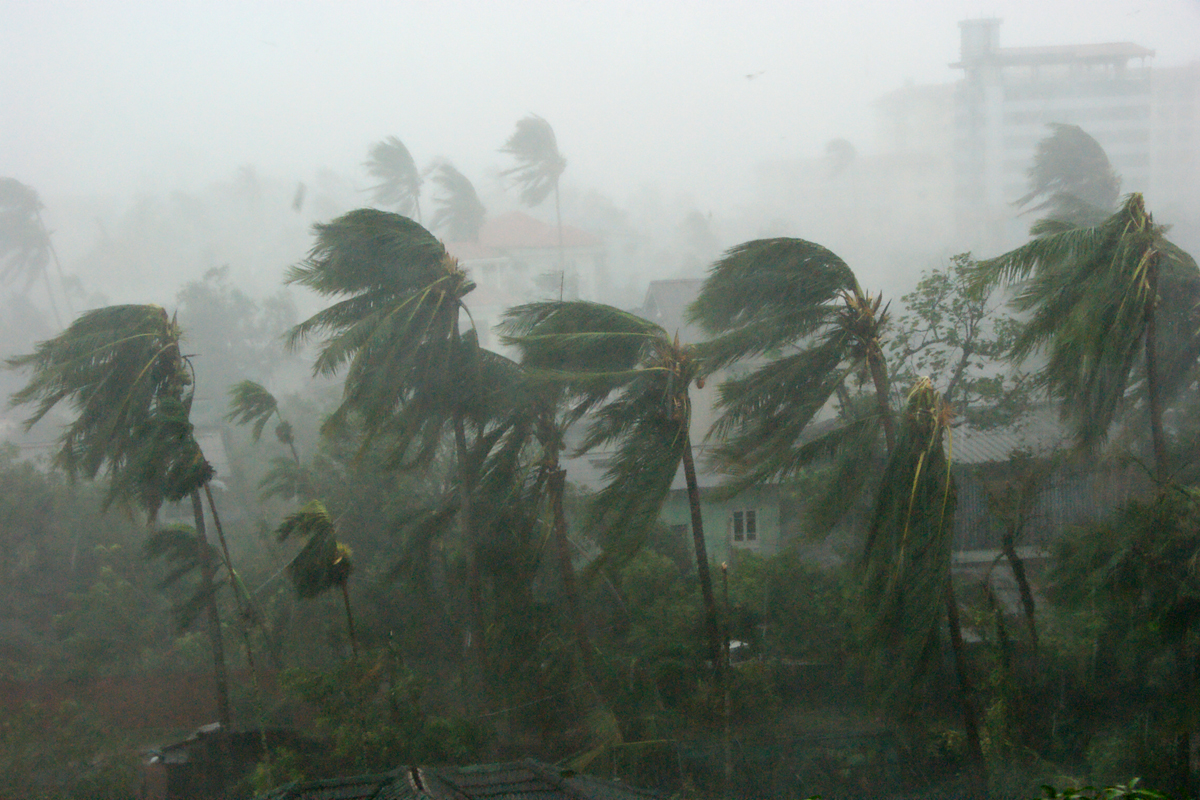
Passaggio del ciclone sulla Birmania.

In Birmania, l'ex capitale Yangon venne colpita dal ciclone, ma i maggiori danni vennero registrati nelle regioni di Ayeyarwady e di Bago e negli stati Mon e Karen. La tempesta sommerse l'intera zona costiera, e in particolare l'area del delta dell'Irrawaddy, provocando piogge torrenziali. La deforestazione delle mangrovie nella regione, che solitamente svolgeva il ruolo di barriera naturale, contribuì ad accentuare le inondazioni provocate dall'onda di tempesta di oltre tre metri. Nella sola isola Hainggyi, situata nel delta dell'Irrawaddy, circa 20000 abitazioni erano andate distrutte e 90000 persone rimasero senza casa. Nell'Ayeyarwady, secondo le stime governative, circa il 95% degli edifici era stato distrutto o gravemente danneggiato e la maggior parte dei residenti rimase senza casa. L'intera area del delta venne devastata, con alberi sradicati, campi di riso inondati ed edifici distrutti. Molte città, tra le quali Yangon, rimasero senza elettricità e senza accesso alle telecomunicazioni, rendendo difficile i soccorsi e la stima dei danni. Secondo quanto rivelato da un'organizzazione per i diritti umani thailandese, il ciclone avrebbe provocato il crollo dei soffitti di diverse celle della prigione di Insein, e la successiva fuoriuscita di circa 1000 prigionieri; dopo essere stati radunati tutti in un cortile, la polizia penitenziaria avrebbe loro sparato addosso, causando 36 morti e 70 feriti.

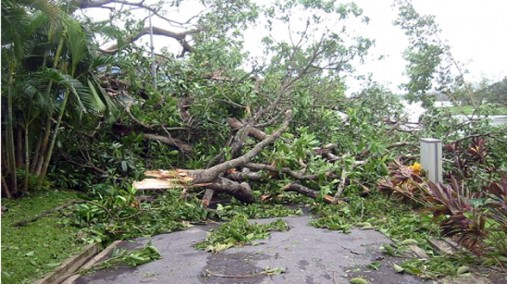
Danni del ciclone a Yangon.

Il 5 maggio 2008 il centro ricerche ITHACA, nato nel 2007 dalla collaborazione tra Politecnico di Torino e SiTi (Istituto Superiore sui Sistemi Territoriali per l'Innovazione), produsse la prima mappa digitale dell'area colpita dal ciclone Nargis, permettendo di constatare le reali dimensioni del disastro. La mappa venne realizzata con immagini satellitari e venne subito inviata al PAM e alla OCHA, agenzie dell'ONU che intervengono durante le emergenze umanitarie.

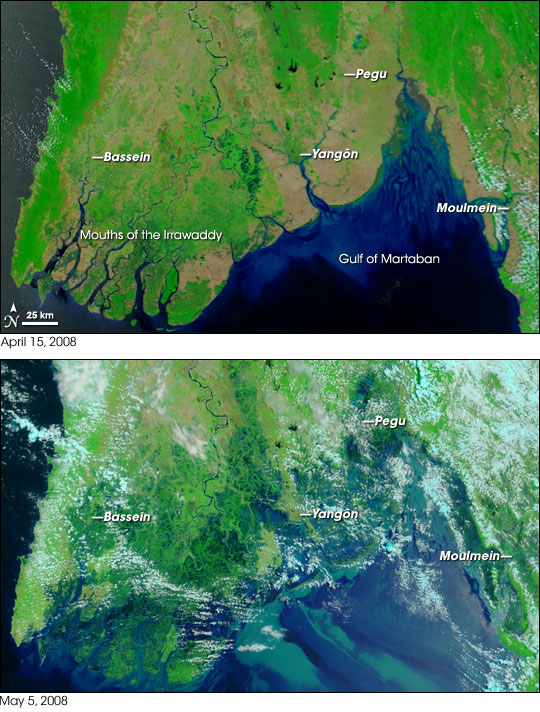
Foto satellitare che mostra l'impatto del ciclone nel delta dell'Irrawaddy: prima (sopra) e dopo (sotto).

Il 21 luglio 2008 l'ASEAN pubblicò il rapporto "Post-Nargis Joint Assessment" (PONJA), scritto in cooperazione tra la stessa ASEAN, l'ONU e il governo birmano, dove venne riportata un'analisi oggettiva dell'impatto del ciclone Nargis sulle persone e sul territorio. Il rapporto indicò Nargis come il peggior disastro naturale nella storia birmana ed il ciclone più devastante per l'Asia dal 1991. Alla stesura del rapporto il numero dei morti era 84537, il numero dei dispersi 53836, mentre il numero dei feriti 19359. Il numero complessivo delle vittime si è successivamente assestato tra le 138000 e le 140000.
Secondo una stima iniziale delle Nazioni Unite circa 1,5 milioni di persone erano state gravemente colpite dal ciclone Nargis in Birmania. Stima che venne poi portata a circa 2,4 milioni dal rapporto PONJA. Circa 800000 persone avevano perso la propria abitazione e, di queste, 260000 vivevano nei campi profughi del delta dell'Irrawaddy nei giorni successivi al disastro. Il ciclone portò alla distruzione di buona parte del raccolto di riso, che in quei giorni si stava ultimando e che rappresentava il 25% del raccolto annuo, e anche di alcuni magazzini di riso. Anche il settore sanitario venne gravemente colpito, con ospedali e cliniche distrutte o danneggiate, per un ammontare di 19 miliardi di kyat di danni e perdite, due terzi dei quali nel settore pubblico. I danni agli edifici scolastici ammontarono a 116 miliardi di kyat, i danni nel settore agricolo vennero stimati tra i 570 e i 700 miliardi di kyat, mentre nel settore industriale e del commercio arrivarono a 2000 miliardi di kyat, avendo colpito soprattutto l'area industriale di Yangon. Delle 800000 case colpite, 450000 furono completamente distrutte, mentre 350000 subirono danni minori, per complessivi 686 miliardi di kyat di danni e perdite. Gli allagamenti avevano causato la salinizzazione del 13% degli stagni nella regione di Yangon, e fino al 43% nella regione di Ayeyarwady. Un gran numero di monasteri, pagode e moschee venne distrutto o gravemente danneggiato. Strade, aeroporti, ferrovie, porti e comunicazioni subirono perdite stimate in 185 miliardi di kyat. Le strade erano allagate o interrotte da alberi caduti. Diversi ponti furono distrutti e le reti di distribuzione elettrica e telefonica subirono gravi danni. Il ciclone causò ingenti danni anche ai moli, affondando numerose imbarcazioni e colpendo soprattutto il porto di Yangon.

## Conseguenze e soccorsi

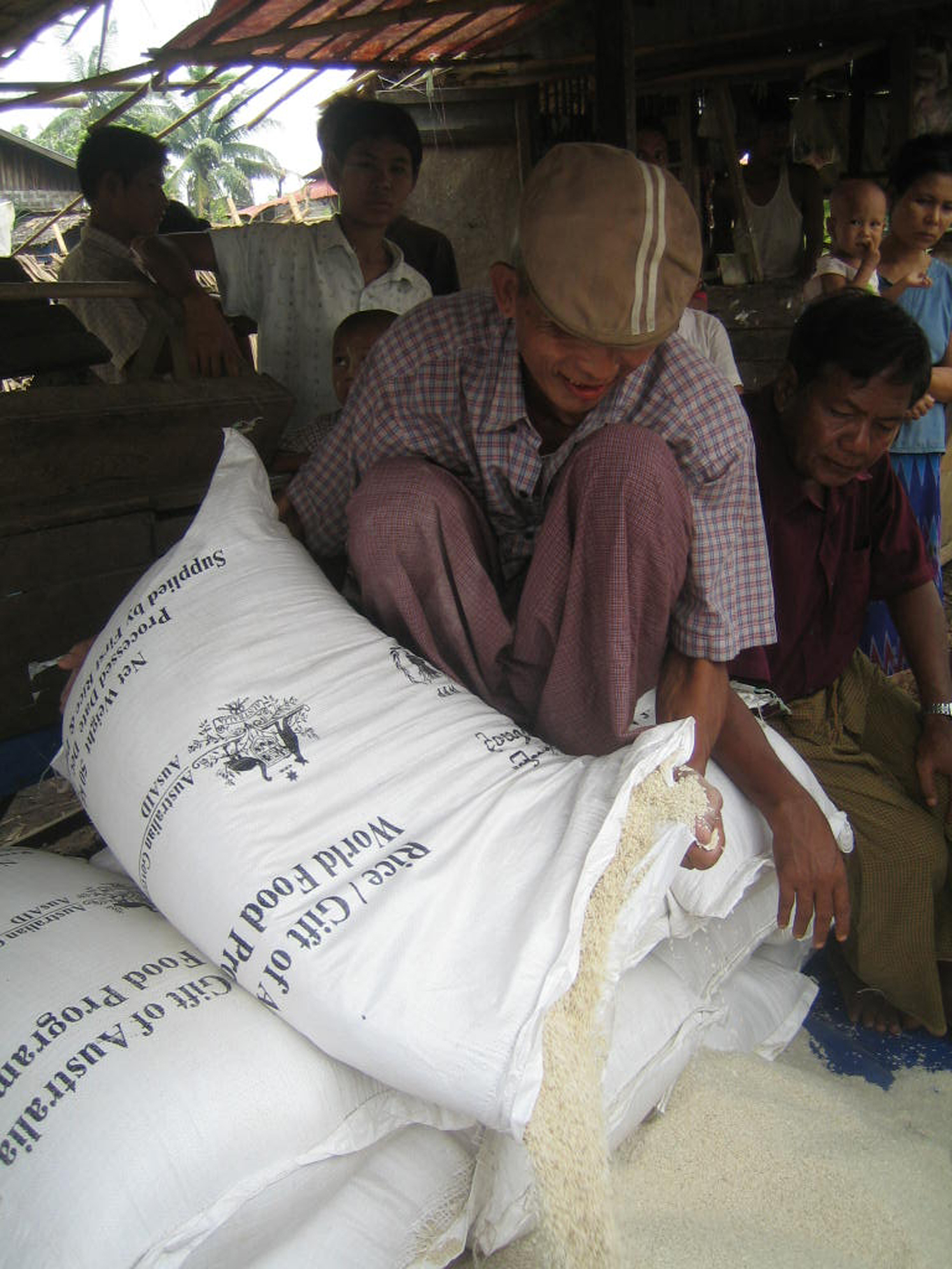
Sacchi di riso arrivati tramite gli aiuti forniti dall'Australia.

Subito dopo il passaggio del ciclone sulla Birmania, le organizzazioni umanitarie e le Nazioni Unite iniziarono a raccogliere informazioni su quale fosse la reale situazione nel paese per dare supporto ed organizzare i soccorsi, ma la giunta militare birmana limitava sia le informazioni che la libertà di movimento agli operatori. Il 9 maggio 2008 la stessa ONU, che col programma alimentare mondiale (PAM) stava inviando viveri tramite ponte aereo, sospese l'invio degli aiuti perché i carichi venivano confiscati dalle autorità locali. Nella stessa giornata del 9 maggio la giunta militare comunicò che era pronta ad accettare aiuti dall'estero, senza specificare come sarebbe avvenuta la distribuzione, ma riportando che sarebbero stati distribuiti da propri lavoratori. Inoltre, informò che il paese non era pronto ad accogliere squadre di soccorso estere; infatti, alcuni operatori umanitari erano stati rimandati indietro perché non avevano le autorizzazioni richieste.
Dopo il ciclone, comunque, arrivarono in Birmania cibo e medicinali via aereo o via nave, soprattutto dalle vicine India e Thailandia. Degli aiuti inviati dal PAM e dagli Stati Uniti vennero bloccati dalle autorità locali, mentre quelli della Croce Rossa vennero lasciati passare, attirando notevoli critiche da parte della comunità internazionale verso queste scelte non chiare della giunta militare. Ulteriori critiche arrivarono da Ban Ki-moon, segretario generale delle Nazioni Unite, e dal resto della comunità internazionale per la decisione della giunta militare di non rinviare il referendum costituzionale del 10 maggio 2008. Il referendum non venne rinviato e la giunta annunciò l'approvazione delle modifiche costituzionali proposte.

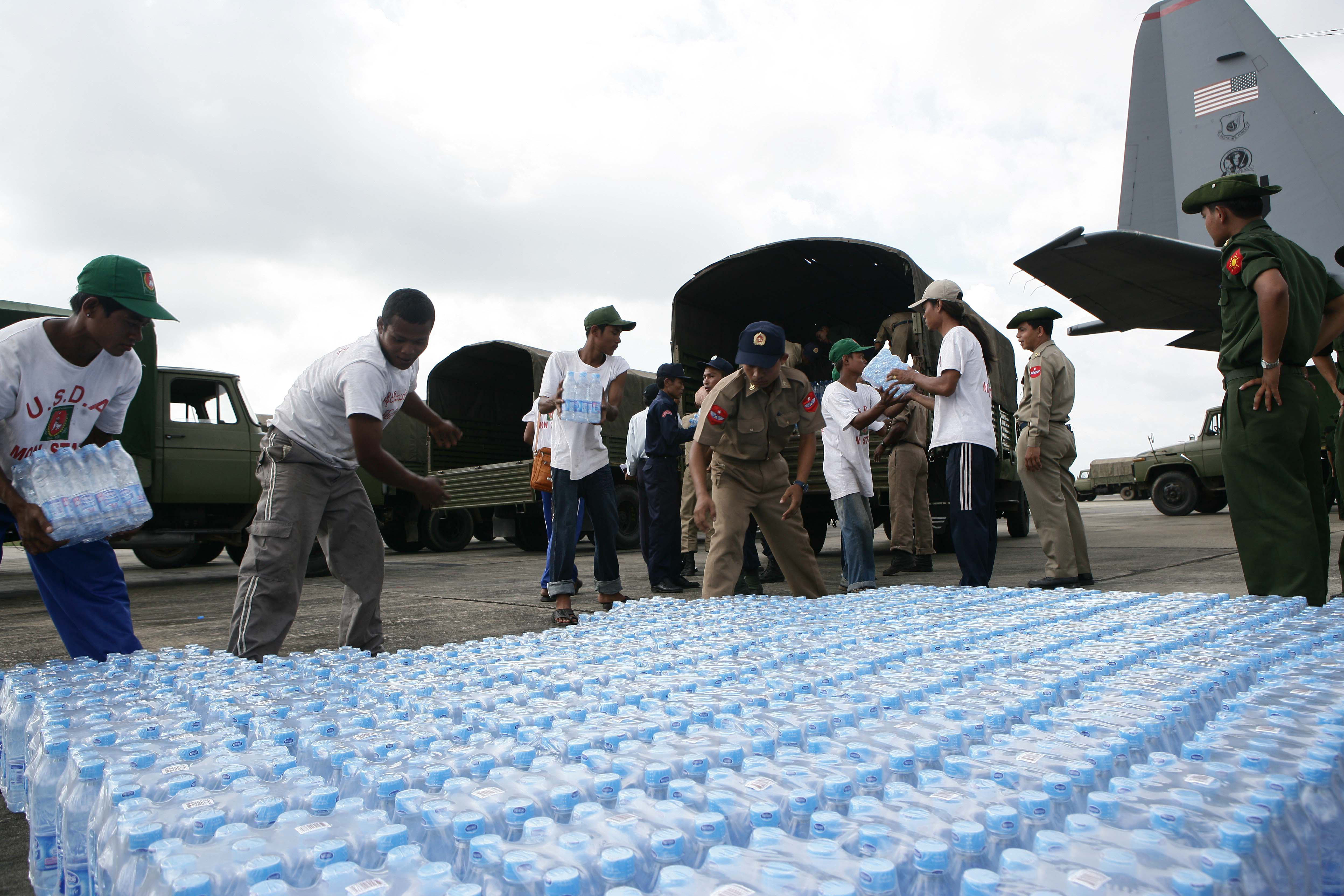
Consegna di acqua potabile arrivata dall'USAID.

Il 14 maggio al Pacific Air Forces statunitense venne concesso di inviare sei C-130 Hercules per trasportare 400000 tonnellate di acqua potabile, viveri ed aiuti umanitari, organizzati dall'USAID, all'aeroporto Internazionale di Yangon. Il 19 maggio la giunta militare acconsentì all'ingresso nel paese di aiuti umanitari e squadre di soccorso dell'ASEAN, dopo che si era tenuta una riunione d'emergenza tra gli stessi membri dell'ASEAN. Il 21 maggio Ban Ki-moon visitò la Birmania ed incontrò Than Shwe, presidente della giunta militare, ottenendo che via libera a tutti gli operatori umanitari, indipendentemente dalla loro nazionalità, di entrare nel paese.

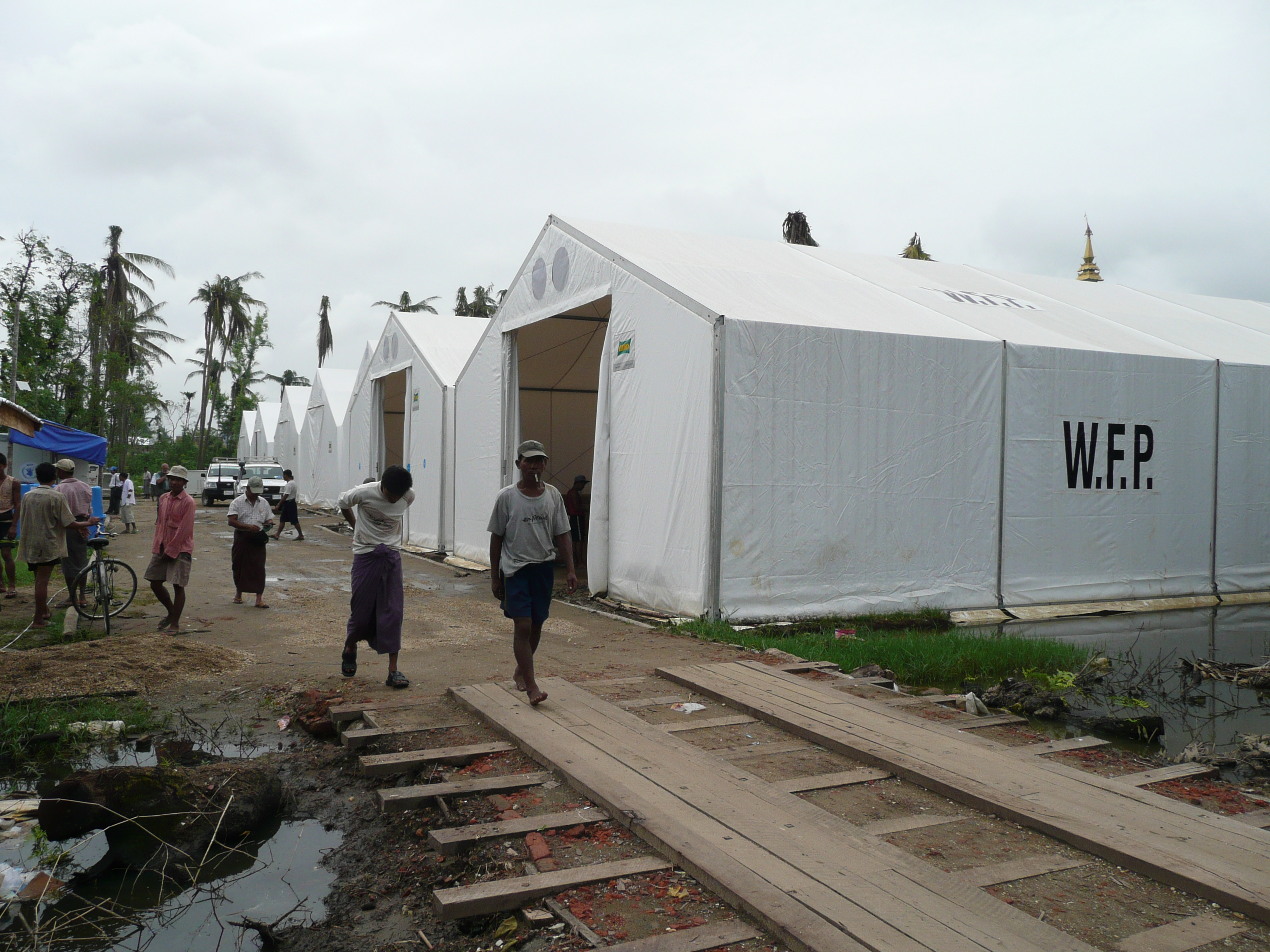
Tende del programma alimentare dell'ONU per lo smistamento degli aiuti.

La comunità internazionale si attivò sin da subito nel fornire aiuti umanitari alla popolazione birmana colpita dal ciclone Nargis, nonostante le limitazioni imposte dalla giunta militare. Il 7 maggio 2008 la Thailandia fu il primo paese a cui venne concessa dalle autorità birmane l'autorizzazione a far arrivare aiuti nel paese; due C-130 dell'aeronautica thailandese trasportarono forniture mediche, acqua potabile e materiali da costruzione leggeri. Il giorno dopo all'aeroporto di Yangon arrivò un volo dell'aeronautica italiana con un carico di 30 tonnellate di beni di prima necessità per un valore di 465000 euro; si trattò del primo volo con aiuti umanitari di un paese occidentale ad arrivare in Birmania, preceduto da quello thailandese. Il Bangladesh, che aveva sperimentato in passato i danni provocati da cicloni violenti, inviò aiuti con due voli militari già il 9 maggio. L'India lanciò l'operazione Sahayata per il coordinamento e l'invio di aiuti alla Birmania, che, tramite due navi della marina militare e due aerei da trasporto dell'aeronautica, portarono tonnellate di cibo, medicine, coperte ed altri beni essenziali. Il 18 maggio la giunta militare birmana accettò l'offerta indiana di inviare una squadra di medici e personale sanitario per la costruzione di due ospedali da campo.
Il Regno Unito stanziò 17 milioni di sterline, dei quali 7 milioni destinati ad agenzie ONU come il programma alimentare, mentre i restanti ad associazioni umanitarie. L'Unione europea stanziò circa 39 milioni di euro in aiuti come acqua potabile, cibo, coperte e medicine. Gli Stati Uniti contribuirono agli aiuti alla Birmania nelle prime settimane con circa 33 milioni di dollari tramite l'USAID e con circa 9 milioni di dollari tramite il dipartimento della difesa, raggiungendo un totale di 196 milioni di dollari in aiuti nel quadriennio 2008-2012. Sin dai primi giorni si attivarono le Nazioni Unite e il Movimento Internazionale della Croce Rossa e della Mezzaluna Rossa, stanziando fondi per i soccorsi e gli aiuti ed iniziandone la consegna in territorio birmano. Si attivarono anche Save the Children, con operatori che riuscirono a raggiungere i luoghi del disastro in breve tempo, e Medici senza frontiere, che era già presente nel paese al momento del passaggio del ciclone e poté assicurare immediata assistenza alla popolazione.